# 정필근
정필근(鄭必根, 1937년 1월 27일~2008년 9월 11일)은 대한민국의 정치인이다. 제14대 국회의원을 지냈다. 본관은 해주.

## 학력
- 진주중안국민학교
- 진주중학교
- 진주고등학교
- 성균관대학교 약학대학 졸업, 대학원 졸업(약학박사)

## 경력
- 일동제약 부사장
- 진주고등학교 총동창회 회장
- 성균관대학교 총동창회 회장
- 천곡장학재단 이사장
- 한국제약협회 이사장
- 국회 재정경제위원회 간사
- 국회 예산결산위원회 위원
- 민주자유당 정책위원회 부의장
- 신한국당 재해대책위원장
- 자유민주연합 당무위원
- 한국제약협회 고문(현)

## 역대 선거 결과
|  | 45.88% |

|  | 45.85% |